# Барсак (Жиронда)
Барсак (фр. Barsac) насеље је и општина у југозападној Француској у региону Аквитанија, у департману Жиронда која припада префектури Бордо.
По подацима из 2011. године у општини је живело 2.124 становника, а густина насељености је износила 146,69 становника/km². Општина се простире на површини од 14,48 km². Налази се на средњој надморској висини од 8 метара (максималној 21 m, а минималној 3 m).

## Демографија
| 1962. | 1968. | 1975. | 1982. | 1990. | 1999. | 2011. |
| ----- | ----- | ----- | ----- | ----- | ----- | ----- |
| 2.249 | 2.298 | 2.019 | 2.085 | 2.058 | 1.948 | 2.124 |

График промене броја становника у току последњих година